# دروازه اسباط
دروازه اسباط نام یکی از دروازه‌های حصار قدیمی شهر اورشلیم در اسرائیل است.